# Leif Holmgren
Pour les articles homonymes, voir Holmgren.
Pour les articles homonymes, voir Eriksson.
Leif Holmgren, né le 25 mai 1953 à Kiruna en Suède, est un joueur suédois de hockey sur glace.
Avec l'équipe de Suède de hockey sur glace, il remporte la médaille de bronze olympique en 1980 à Lake Placid.

## Statistiques

### En club
| Saison                       | Équipe                       | Ligue                        |     | Saison régulière | Saison régulière | Saison régulière | Saison régulière | Saison régulière |    | Séries éliminatoires | Séries éliminatoires | Séries éliminatoires | Séries éliminatoires | Séries éliminatoires |
| Saison                       | Équipe                       | Ligue                        | PJ  | B                | A                | Pts              | Pun              | PJ               | B  | A                    | Pts                  | Pun                  |                      |                      |
| 1971-1972                    | AIK IF                       | Division 1                   | 26  | 7                | 15               | 12               | 14               | -                | -  | -                    | -                    | -                    |                      |                      |
| 1972-1973                    | AIK IF                       | Division 1                   | 19  | 3                | 5                | 8                | 2                | -                | -  | -                    | -                    | -                    |                      |                      |
| 1973-1974                    | AIK IF                       | Division 1                   | 34  | 16               | 10               | 26               | 30               | -                | -  | -                    | -                    | -                    |                      |                      |
| 1974-1975                    | AIK IF                       | Division 1                   | 27  | 15               | 8                | 23               | 14               | -                | -  | -                    | -                    | -                    |                      |                      |
| 1975-1976                    | AIK IF                       | Elitserien                   | 24  | 13               | 5                | 18               | 4                | -                | -  | -                    | -                    | -                    |                      |                      |
| 1976-1977                    | AIK IF                       | Elitserien                   | 36  | 15               | 11               | 26               | 16               | -                | -  | -                    | -                    | -                    |                      |                      |
| 1977-1978                    | AIK IF                       | Elitserien                   | 32  | 21               | 10               | 31               | 20               | 6                | 1  | 3                    | 4                    | 12                   |                      |                      |
| 1978-1979                    | AIK IF                       | Elitserien                   | 36  | 11               | 18               | 29               | 42               | -                | -  | -                    | -                    | -                    |                      |                      |
| 1979-1980                    | AIK IF                       | Elitserien                   | 32  | 16               | 9                | 25               | 14               | -                | -  | -                    | -                    | -                    |                      |                      |
| 1980-1981                    | AIK IF                       | Elitserien                   | 31  | 11               | 15               | 26               | 35               | 6                | 3  | 0                    | 3                    | 4                    |                      |                      |
| 1981-1982                    | AIK IF                       | Elitserien                   | 32  | 9                | 13               | 22               | 34               | 7                | 2  | 2                    | 4                    | 2                    |                      |                      |
| 1982-1983                    | AIK IF                       | Elitserien                   | 34  | 11               | 11               | 22               | 18               | 3                | 2  | 1                    | 3                    | 6                    |                      |                      |
| 1983-1984                    | AIK IF                       | Elitserien                   | 32  | 10               | 5                | 15               | 20               | 6                | 2  | 5                    | 7                    | 4                    |                      |                      |
| 1984-1985                    | Vallentuna BK                | Division 1                   | 25  | 17               | 15               | 32               | 6                | 4                | 2  | 3                    | 5                    | 0                    |                      |                      |
| 1985-1986                    | AIK IF                       | Elitserien                   | 21  | 6                | 6                | 12               | 10               | -                | -  | -                    | -                    | -                    |                      |                      |
| Totaux Division 1/Elitserien | Totaux Division 1/Elitserien | Totaux Division 1/Elitserien | 416 | 164              | 131              | 295              | 273              | 28               | 10 | 11                   | 21                   | 28                   |                      |                      |

### En équipe nationale
| Année | Équipe | Compétition |    | PJ | B | A | Pts | Pun | +/-                |  | Résultat |
| 1978  | Suède  | CM          | 10 | 0  | 1 | 1 | 4   |     | 4e place           |  |          |
| 1979  | Suède  | CM          | 8  | 1  | 3 | 4 | 4   |     | Médaille de bronze |  |          |
| 1980  | Suède  | JO          | 7  | 2  | 5 | 7 | 9   | 0   | Médaille de bronze |  |          |
| 1983  | Suède  | CM          | 10 | 2  | 1 | 3 | 10  |     | 4e place           |  |          |

## Trophées et honneur personnel
- Médaille de bronze olympique de hockey sur glace en 1980 à Lake Placid (États-Unis).
- Médaille de bronze au championnat du monde de hockey sur glace 1979.